# Obermakedonien

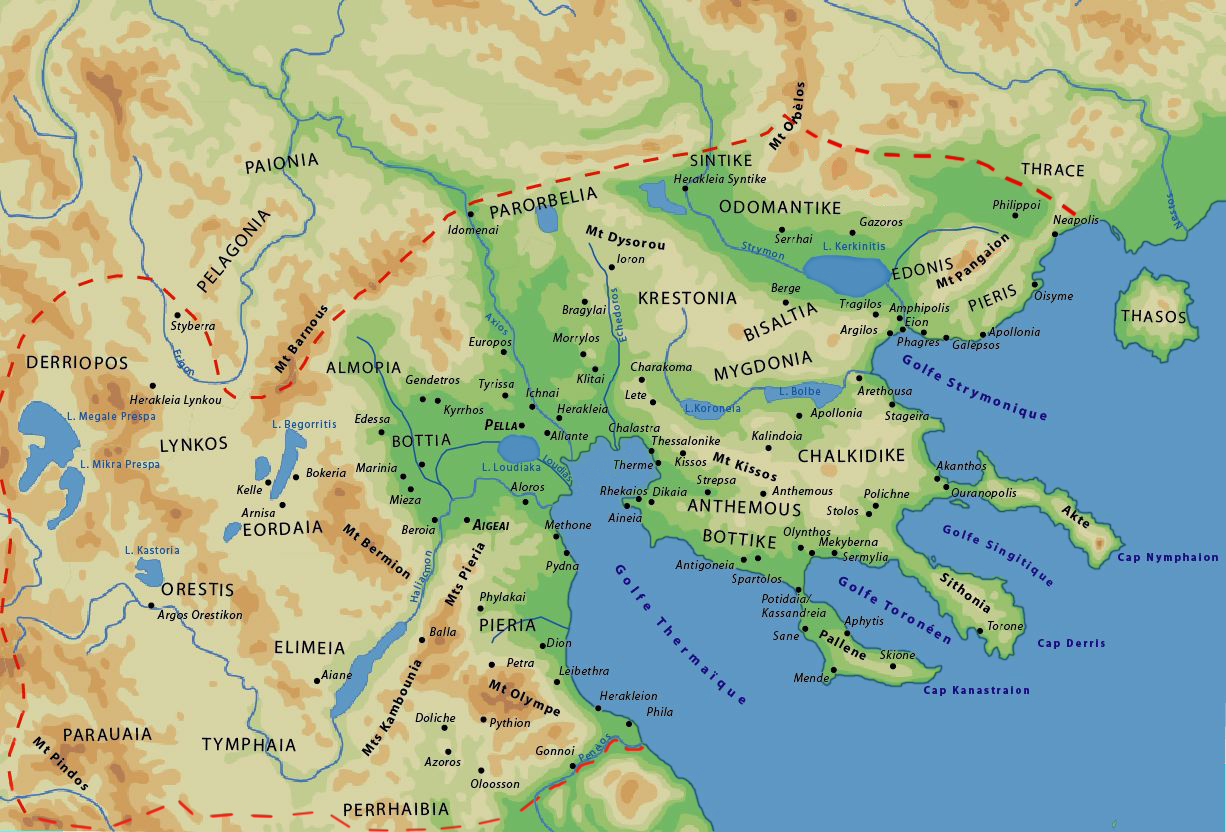
Die Landschaften des antiken Makedoniens und der Chalkidiki

Obermakedonien (altgriechisch ἄνω Μακεδονία anō Makedonía; auch oberes Makedonien) ist ein geographischer Begriff, mit dem zusammengefasst die gebirgigen Landschaften des antiken Makedoniens beschrieben werden. Vor Strabon wurde dieser Begriff schon im 5. Jahrhundert v. Chr. von Herodot gebraucht, für seine Beschreibung der Gründungssage des makedonischen Königreichs. Der betreffende Raum war in etwa deckungsgleich mit der heutigen griechischen Region Westmakedonien und umfasste auch einige Landstriche im Süden der heutigen Republik Nordmazedonien.
Die südliche Grenze Obermakedoniens bildete der Fluss Aliakmonas, wo jenseits im Südosten Thessalien und im Südwesten Epiros benachbart waren. Im Westen und Nordwesten grenzten in der Antike die Stämme der Illyrer und im Norden das Land der Paionier an. Die Hänge des Bermion (Vermio) abfallend schloss sich nach Osten hin die niedermakedonische Tiefebene an.
Obermakedonien umfasste die Landschaften Elimiotis, Orestis, Lynkestis, Pelagonien und Eordaia. Ferner werden auch Tymphaia, Parauaia, Perrhaibia und Dessaretia hinzugezählt, die allerdings keine makedonischen Siedlungsgebiete waren und erst von Philipp II. für das Königreich erobert wurden. Laut Thukydides hatte das Volk der Makedonen seine Ursitze in den Bergen der Elimiotis und Lynkestis, von wo aus sie ab etwa dem 12. vorchristlichen Jahrhundert östlich in die am thermaischen Golf gelegenen fruchtbareren Niederlande expandierten. Während sich dort unter der Führung der Argeaden ein monarchisches Staatswesen etablierte, das den Anschluss an den hellenischen Kulturkreis suchte, behielten die in den Bergregionen verbliebenen Bevölkerungsteile noch längere Zeit eine archaische Stammesstruktur bei, mit einem niedrigen Grad an städtischer Kultur. Beherrscht wurden die Landschaften von eigenen Fürstenhäusern, die sich entweder in einer losen Abhängigkeit zum makedonischen Königtum befanden oder aber gegen dieses um ihre Unabhängigkeit stritten. Häufig waren sie von Einfällen der nordwestlich angrenzenden Illyrer bedroht.
Erst König Philipp II. konnte Obermakedonien in der Mitte des 4. Jahrhunderts v. Chr. der direkten Herrschaft des Königtums unterwerfen. Unter seiner Herrschaft setzte hier eine umfassendere Urbanisierung ein, mit Stadtgründungen wie Herakleia Lynkestis. Angehörige der Fürstenhäuser wurden nun am Königshof in Pella erzogen, wo sie zugleich als Geiseln für die Loyalität ihrer Familien zu bürgen hatten. Einige von ihnen wurden namhafte Gefährten Alexanders des Großen. In dessen Heer waren drei Bataillone der Pezhetairoi aus Kriegern des oberen Makedoniens zusammengestellt, die von Angehörigen ihres Stammes angeführt wurden.